# Altica

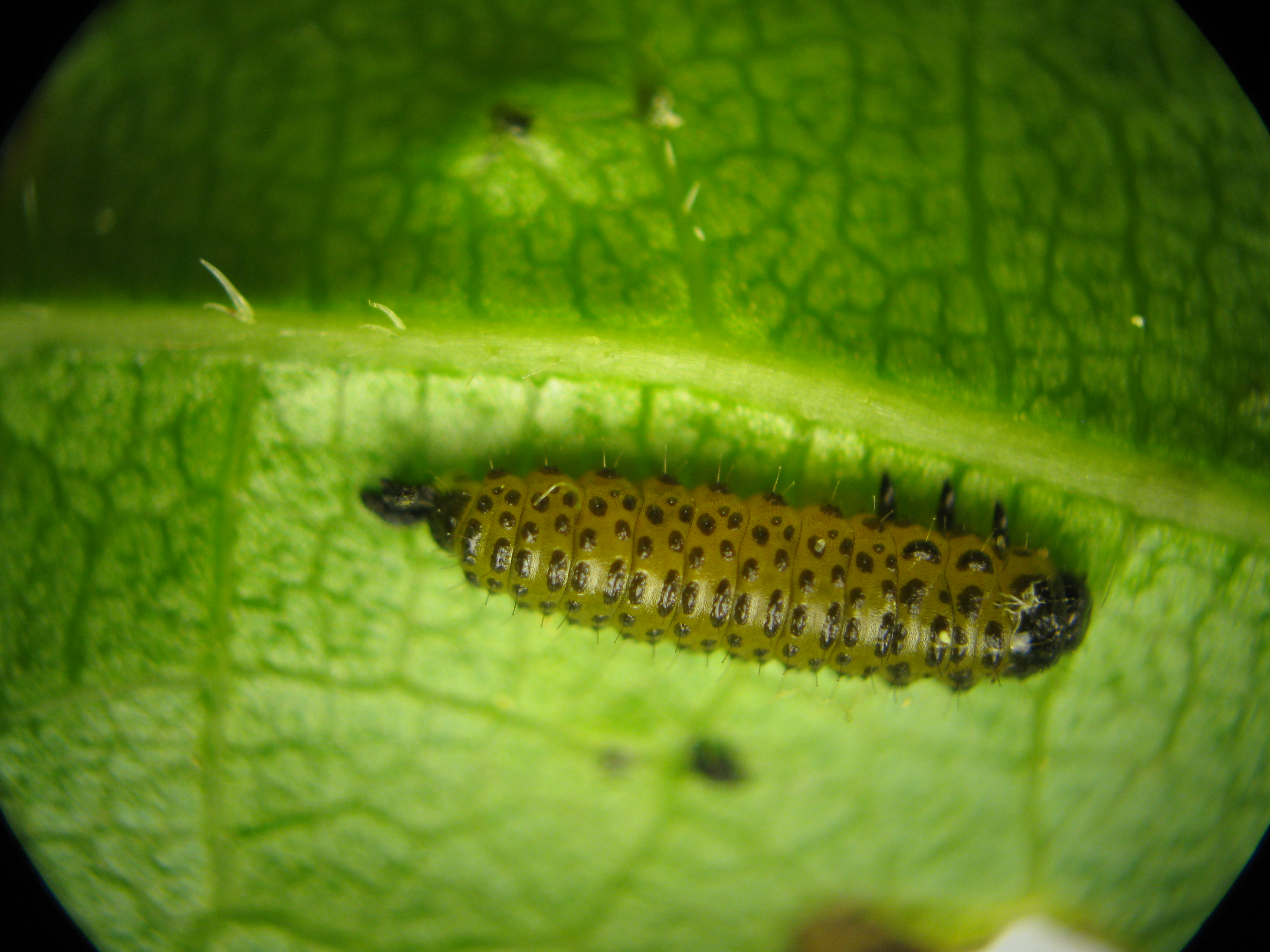
Altica sp. larva

Altica es un género de escarabajos de la familia Chrysomelidae. El género fue descrito científicamente primero por Geoffroy en 1762. Tiene alrededor de 300 especies distribuidas por todo el mundo. El género está mejor representado en los neotrópicos, seguidos por el Neártico y Paleártico. Se alimentan de una variedad de plantas. Las familias de plantas predominantes para las especies holárticas son Onagraceae y Rosaceae (especialmente Rubus). 

## Especies
- Altica aenescens (Weise, 1888)
- Altica albicornis Medvedev, 2004
- Altica alticola Wang, 1992
- Altica ampelophaga (Guérin-Méneville, 1858)
- Altica ampelophaga Guérin-Méneville-Méneville, 1858
- Altica ancyrensis (Weise, 1897)
- Altica bicarinata (Kutschera, 1860)
- Altica brevicollis Foudras, 1860
- Altica breviuscula Weise, 1900
- Altica bulgharensis Kral, 1969
- Altica carduorum (Guérin-Méneville, 1858)
- Altica carinthiaca (Weise, 1888)
- Altica chamaenerii Har. Lindberg, 1926
- Altica championi Kannan & Anand, 1992
- Altica copelandi Ciegler, 2006
- Altica cornivorax Kral, 1969
- Altica deserticola (Weise, 1889)
- Altica elaeagnusae Zhang, Wang & Yang, 2006
- Altica engstroemi Sahlberg, 1894
- Altica ericeti Allard, 1859
- Altica filipendulae Chashchina, 2006
- Altica fruticola Weise, 1888
- Altica globicollis (Weise, 1889)
- Altica graeca Kral, 1969
- Altica hampei (Allard, 1867)
- Altica helianthemi (Allard, 1859)
- Altica iberica Weise, 1892
- Altica impressicollis (Reiche, 1862)
- Altica inconspicua Kral, 1966
- Altica jarmilae Kral, 1979
- Altica longicollis (Allard, 1860)
- Altica lythri Aubé, 1843
- Altica madurensis Kannan & Anand, 1992
- Altica mohri Lopatin, 1990
- Altica oleracea (Linnaeus, 1758)
- Altica opacifrons Lindberg, 1938
- Altica palustris (Weise, 1888)
- Altica pontica (Ogloblin, 1925)
- Altica quercetorum Foudras, 1860
- Altica rosicola Kral, 1969
- Altica subcostata LeSage, 1990
- Altica talyshana Konstantinov in Lopatin & Konstantinov, 1995
- Altica tamaricis Schrank, 1785
- Altica tholimorpha (Zhang, 1994)
- Altica tsharynensis (Ogloblin, 1921)
- Altica viridula Weise, 1889
- Altica yunnana (Wang, 1992)
- Altica zangana Chen & Wang, 1981